# Phenomenon (album d'UFO)
Pour les articles homonymes, voir Phenomenon.
Albums de UFO
Live
(1972) Force It
(1975)
Singles
1. Doctor, Doctor
Sortie : 23 mars 1974

Phenomenon est le troisième album studio du groupe de rock anglais UFO, sorti le mai 1974.

## Historique
Phenomenon est sorti en mai 1974 sur le nouveau label du groupe, Chrysalis Records, et a été produit par Leo Lyons, le bassiste du groupe anglais Ten Years After. Il a été enregistré aux Morgan studios à Willesden, dans le nord de Londres. Il sera précédé du single Give her the Gun / Sweet Little Thing en 1973, mais aucun de ces deux titres ne figure sur l'album. On peut les retrouver sur la version remastérisée de 2007.
Il est le premier album avec Michael Schenker arrivé dans le groupe en juillet 1973 en provenance des Scorpions. Il succède à Bernie Marsden qui remplaçait Larry Wallis qui avait pallié le départ du premier guitariste de UFO, Mick Bolton en 1972.
Le son de cet album a changé, alors que les deux premiers albums du groupe étaient du space rock teinté de blues, celui-ci est tourné résolument vers un hard rock mélodique.

## Pochette de l'album
La pochette de cet album sera réalisée par Hipgnosis d'après la photo d'un Ovni pris à Bromley, comté de Kent le 22 février 1960.

## Liste des titres
Face 1
| No | Titre             | Auteur                 | Durée |
| -- | ----------------- | ---------------------- | ----- |
| 1. | Too Young To Know | Phil Mogg, Pete Way    | 3:10  |
| 2. | Crystal Light     | Mogg, Michael Schenker | 3:47  |
| 3. | Doctor, Doctor    | Mogg, Schenker         | 4:10  |
| 4. | Space Child       | Mogg, Schenker         | 4:01  |
| 5. | Rock Bottom       | Mogg, Schenker         | 6:32  |

Face 2
| No  | Titre                                | Auteur                           | Durée |
| --- | ------------------------------------ | -------------------------------- | ----- |
| 6.  | Oh My                                | Mogg, Andy Parker, Schenker, Way | 2:28  |
| 7.  | Time On My Hands                     | Mogg, Schenker                   | 4:10  |
| 8.  | Built for Comfort                    | Willie Dixon                     | 3:01  |
| 9.  | Lipstick Traces (titre instrumental) | Schenker                         | 2:20  |
| 10. | Queen of the Deep                    | Mogg, Schenker                   | 5:49  |

Titres bonus de la version remastérisée de 2007
| No  | Titre                                                      | Auteur                         | Durée |
| --- | ---------------------------------------------------------- | ------------------------------ | ----- |
| 11. | Sixteen (démo produite par Dave Edmunds)                   | Mogg / Parker / Schenker / Way | 3:48  |
| 12. | Oh My (démo produite par Dave Edmunds)                     | Mogg / Parker / Schenker / Way | 4:12  |
| 13. | Give Her the Gun (single 1973 - face A)                    | Mogg, Schenker                 | 3:58  |
| 14. | Sweet Little Thing (single 1973 - face B)                  | Mogg, Way                      | 3:51  |
| 15. | Sixteen (titre inédit)                                     | Mogg / Parker / Schenker / Way | 3:55  |
| 16. | Doctor, Doctor (BBC radio 1 - version live du 6 juin 1974) | Mogg, Schenker                 | 4:24  |

Réedition Deluxe 3-CD bonus discdisc 2
| No  | Titre                                                                              | Auteur                         | Durée |
| --- | ---------------------------------------------------------------------------------- | ------------------------------ | ----- |
| 1.  | Sans titre (démo)                                                                  | Schenker, Mogg, Way, Parker    | 3:48  |
| 2.  | Oh My (demo)                                                                       | Schenker, Mogg, Way, Parker    | 4:12  |
| 3.  | Give Her the Gun (single)                                                          | Mogg, Schenker                 | 3:58  |
| 4.  | Sweet Little Thing (face B de "Give Her the Gun")                                  | Mogg, Way                      | 3:51  |
| 5.  | Sixteen (titre inédit)                                                             | Schenker, Mogg, Way, Parker    | 3:55  |
| 6.  | Doctor Doctor (single edit)                                                        | Mogg, Schenker                 | 2:48  |
| 7.  | Rock Bottom                                                                        | Mogg, Schenker                 | 3:38  |
| 8.  | Doctor Doctor (single edit en mono)                                                | Mogg, Schenker                 | 2:48  |
| 9.  | Oh My (Instrumental Run-Through)                                                   | Mogg / Parker / Schenker / Way | 2:38  |
| 10. | Sixteen (instrumental)                                                             | Schenker, Mogg, Way, Parker    | 4:00  |
| 11. | Doctor Doctor (instrumental, prise 2)                                              | Mogg, Schenker                 | 4:27  |
| 12. | Rock Bottom (prise avec chant doublé)                                              | Mogg, Schenker                 | 6:42  |
| 13. | Time On My Hands (travail en cours avec paroles différentes, sans solo de guitare) | Mogg, Schenker                 | 4:20  |
| 14. | Built For Comfort (Master W / Full Vocal)                                          | Dixon                          | 3:12  |
| 15. | Lipstick Application (Lipstick Traces Backing Track)                               | Schenker                       | 2:19  |
| 16. | D Minor G Minor (Queen Of The Deep Master W/ chant et fin complétée)               | Mogg, Schenker                 | 6:11  |

Réedition Deluxe 3-CD bonus discdisc 3: Live at The Electric Ballroom Atlanta GA USA 5th November 1974
| No | Titre             | Auteur                         | Durée |
| -- | ----------------- | ------------------------------ | ----- |
| 1. | Oh My             | Mogg / Parker / Schenker / Way | 3:39  |
| 2. | Doctor Doctor     | Mogg, Schenker                 | 4:18  |
| 3. | Built For Comfort | Dixon                          | 4:17  |
| 4. | Give Her the Gun  | Mogg, Schenker                 | 5:19  |
| 5. | Cold Turkey       | John Lennon                    | 8:33  |
| 6. | Space Child       | Mogg, Schenker                 | 4:36  |
| 7. | Rock Bottom       | Mogg, Schenker                 | 8:00  |
| 8. | Prince Kujuku     | Bolton, Mogg, Parker, Way      | 7:08  |

## Musiciens
UFO
- Phil Mogg: chant.
- Andy Parker: batterie, percussions.
- Pete Way: basse, chœurs
- Michael Schenker: guitare électrique et acoustique.

Musicien additionnel
- Bernie Marsden: guitare sur les titres 11 et 1

## Charts
| Pays                                  | Durée du classement | Meilleur classement | Date              |
| ------------------------------------- | ------------------- | ------------------- | ----------------- |
| Royaume-Uni (UK Rock and Metal Chart) | 1 semaine           | 36e                 | 1er novembre 2019 |